# F*ck U Thought
«F*ck U Thought» — сингл американського репера Lil Durk, виданий Alamo Records 18 серпня 2023 р. Містить просту фортепіанну мелодію, під яку виконавець читає реп про те, як він багато працював, щоб досягти успіху, і як він не хоче зазнати жодних втрат у своєму нинішньому становищі. Відеокліп вийшов одночасно з окремком. У ньому Дерк, одягнений у дизайнерський одяг, хизується своїми коштовними ланцюгами та грошима.

## Чартові позиції
| Чарт (2023)                             | Найвища позиція |
| --------------------------------------- | --------------- |
| США (Billboard Hot 100)                 | 77              |
| США (Hot R&B/Hip-Hop Songs) (Billboard) | 26              |